# Bezirk Bremgarten
| Sitze im Grossen Rat (2025–2028)                                            |
| Insgesamt 16 Sitze - Grüne: 1 - SP: 2 - GLP: 2 - Mitte: 3 - FDP: 2 - SVP: 6 |

Einwohnerzahl

Der Bezirk Bremgarten ist ein Bezirk des Kantons Aargau in der Schweiz, der im Wesentlichen aus der Gegend des nördlichen Freiamts im Reuss- und Bünztal besteht. Der Bezirk umfasst 22 Einwohnergemeinden (Stand: 1. Januar 2014).

## Einwohnergemeinden
| Wappen                     | Name der Gemeinde          | Einwohner (31. Dezember 2023) | Fläche in km² | Einw. pro km² |
| -------------------------- | -------------------------- | ----------------------------- | ------------- | ------------- |
| Arni                       | Arni (AG)                  | 1898                          | 3,37          | 563           |
| Berikon                    | Berikon                    | 4934                          | 5,38          | 917           |
| Bremgarten                 | Bremgarten (AG)            | 8834                          | 11,36         | 778           |
| Büttikon                   | Büttikon                   | 1144                          | 2,82          | 406           |
| Dottikon                   | Dottikon                   | 4160                          | 3,88          | 1072          |
| Eggenwil                   | Eggenwil                   | 1031                          | 2,46          | 419           |
| Fischbach-Göslikon         | Fischbach-Göslikon         | 1706                          | 3,07          | 556           |
| Hägglingen                 | Hägglingen                 | 2529                          | 7,75          | 326           |
| Islisberg                  | Islisberg                  | 690                           | 1,66          | 416           |
| Jonen                      | Jonen                      | 2351                          | 5,70          | 412           |
| Niederwil                  | Niederwil (AG)             | 3042                          | 6,15          | 495           |
| Oberlunkhofen              | Oberlunkhofen              | 2193                          | 3,25          | 675           |
| Oberwil-Lieli              | Oberwil-Lieli              | 2605                          | 5,35          | 487           |
| Rudolfstetten-Friedlisberg | Rudolfstetten-Friedlisberg | 4599                          | 4,90          | 939           |
| Sarmenstorf                | Sarmenstorf                | 3118                          | 8,30          | 376           |
| Tägerig                    | Tägerig                    | 1544                          | 3,29          | 469           |
| Uezwil                     | Uezwil                     | 549                           | 2,44          | 225           |
| Unterlunkhofen             | Unterlunkhofen             | 1629                          | 4,49          | 363           |
| Villmergen                 | Villmergen                 | 8132                          | 11,94         | 681           |
| Widen                      | Widen                      | 3876                          | 2,62          | 1479          |
| Wohlen                     | Wohlen                     | 17'481                        | 12,48         | 1401          |
| Zufikon                    | Zufikon                    | 4917                          | 4,81          | 1022          |
| Total (22)                 | Total (22)                 | 82'962                        | 117,47        | 706           |

## Veränderungen im Gemeindebestand

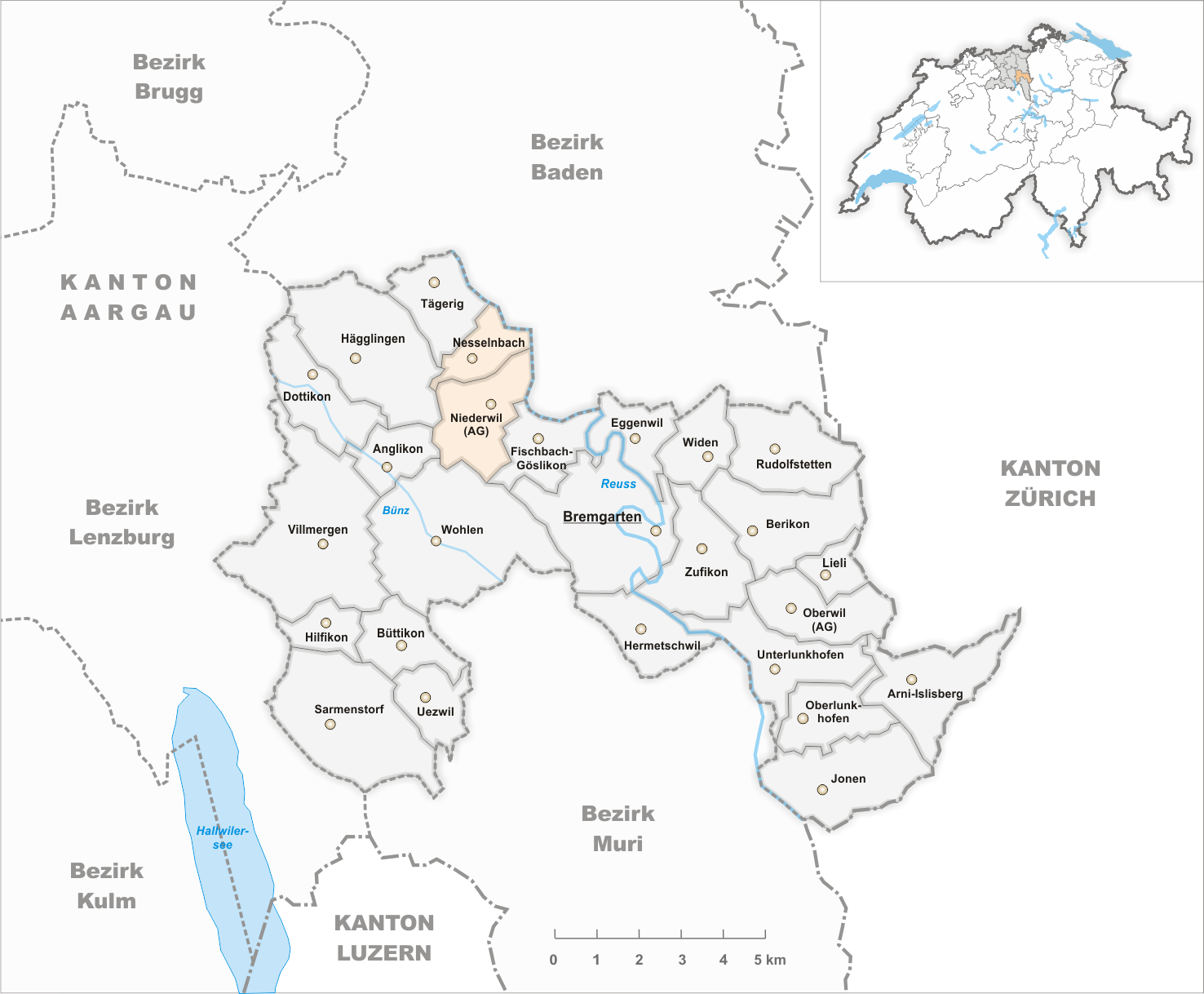
Gemeinden bis 1900
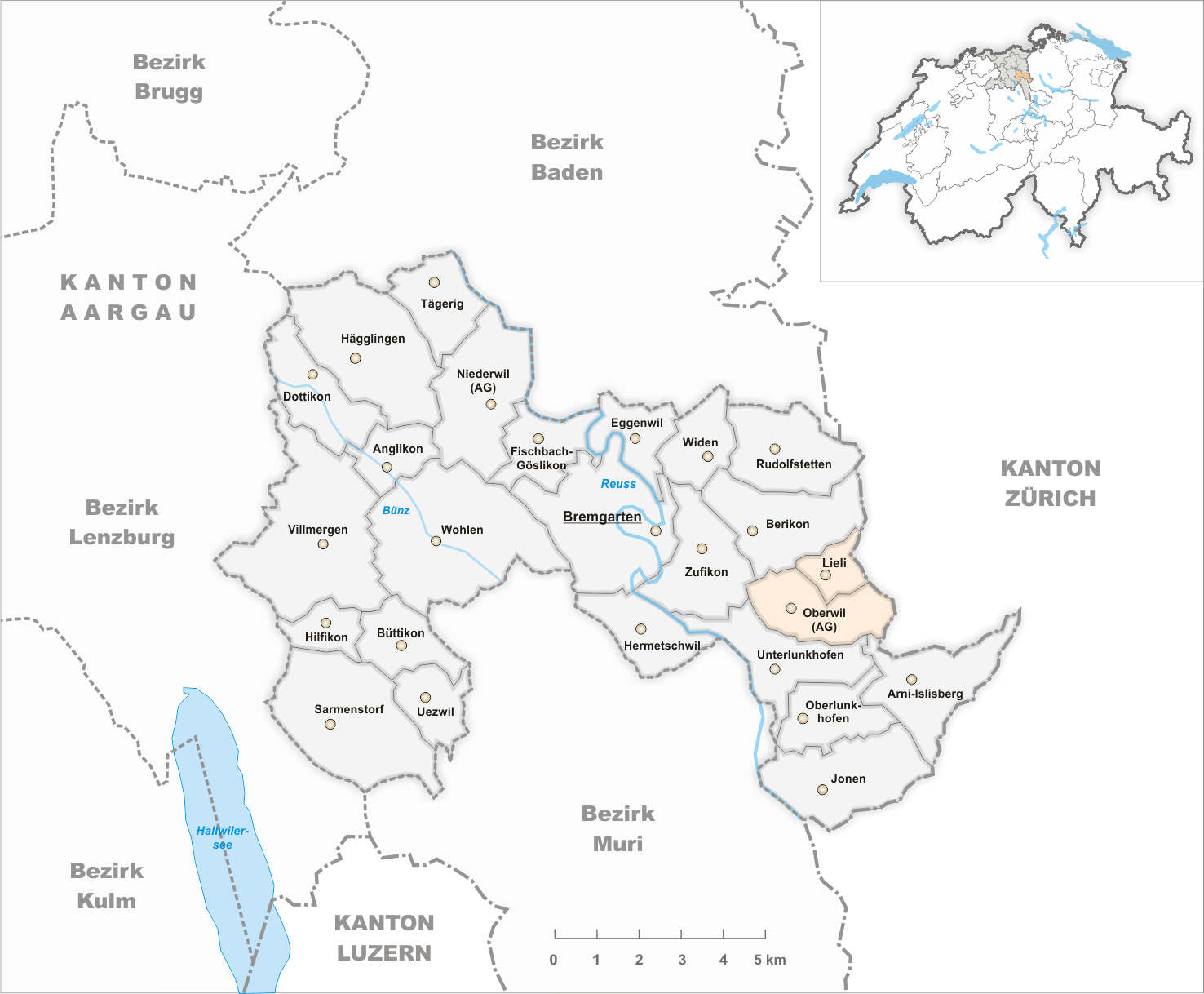
Gemeinden bis 1908
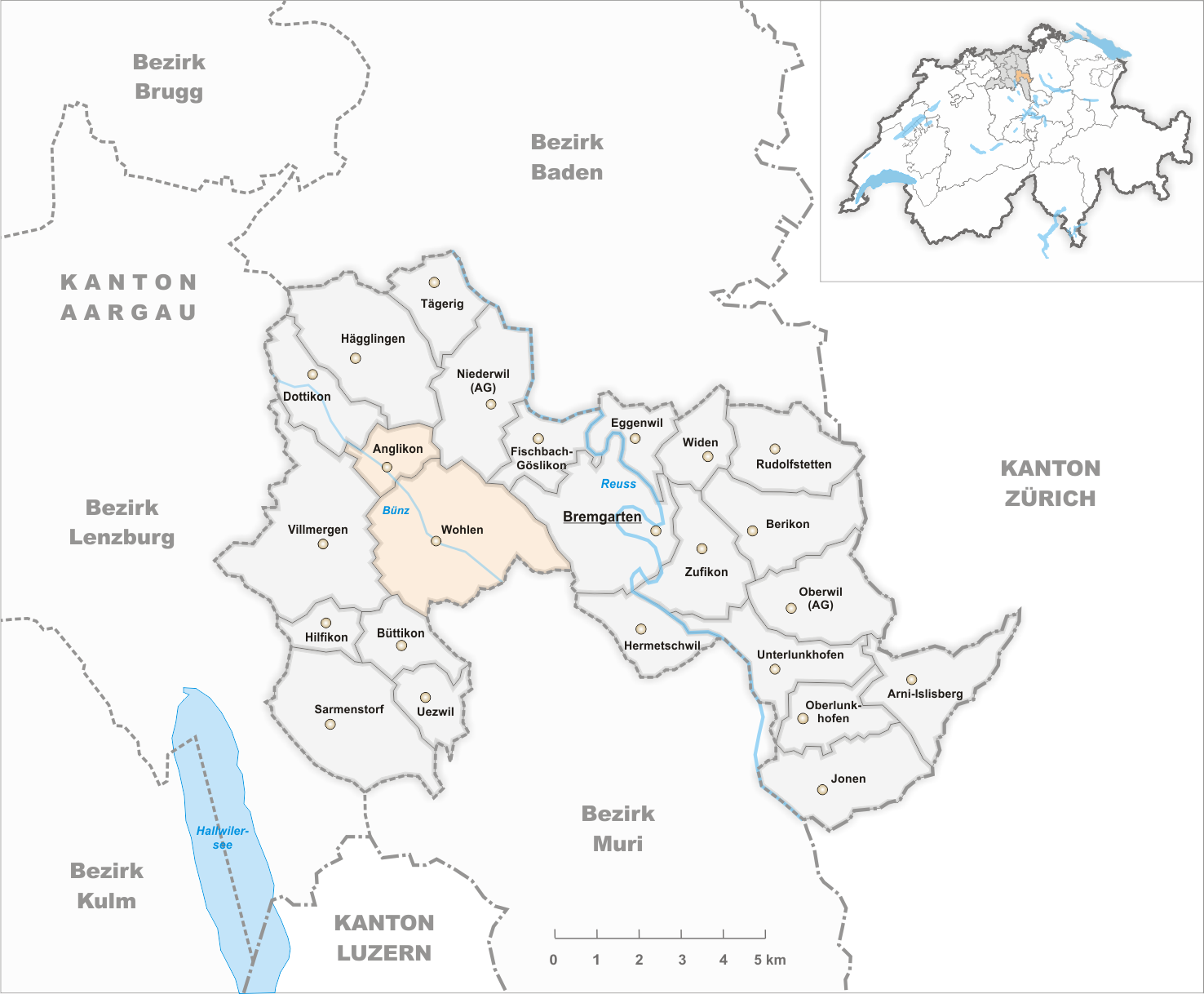
Gemeinden bis 1913
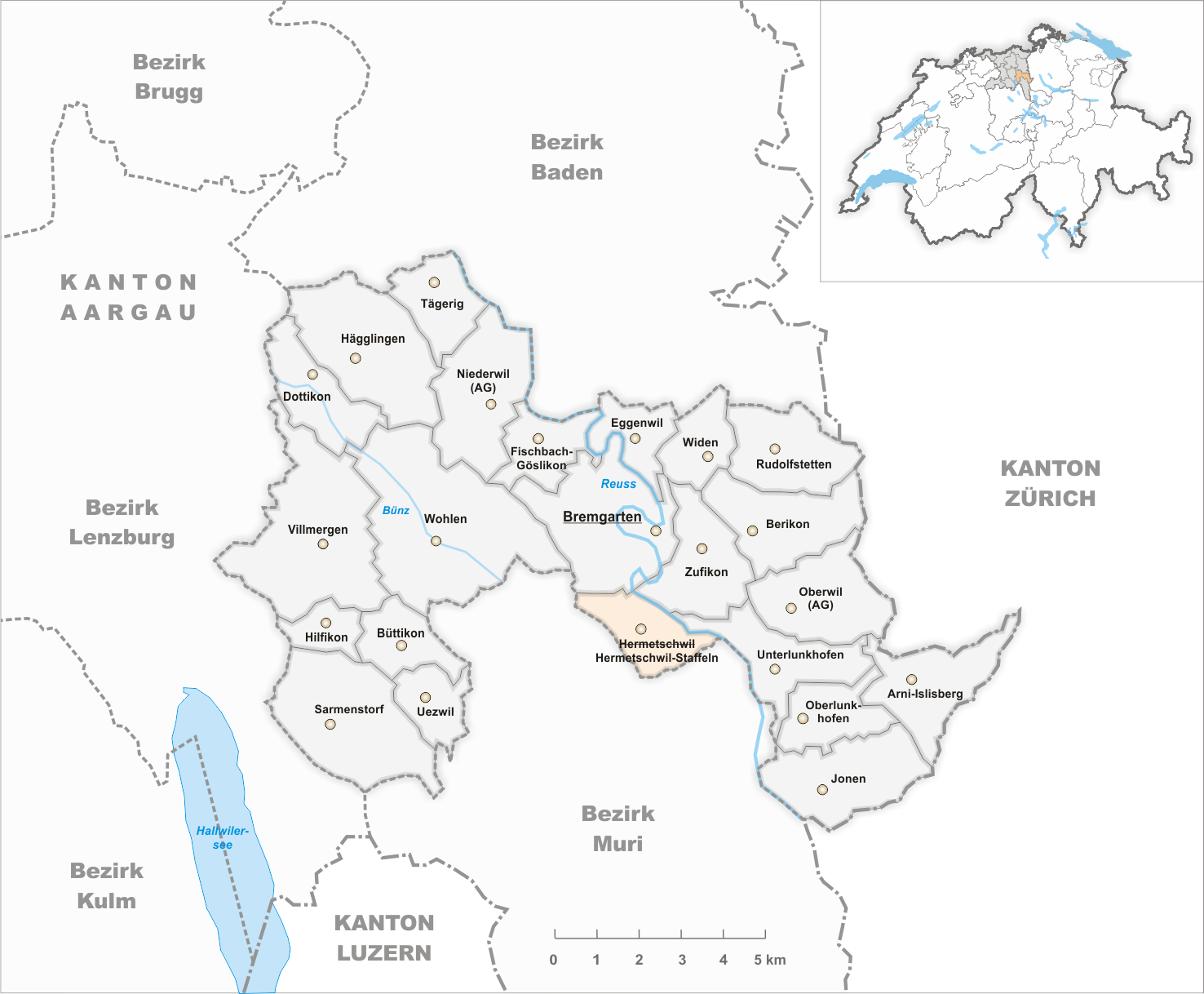
Gemeinden bis 1952
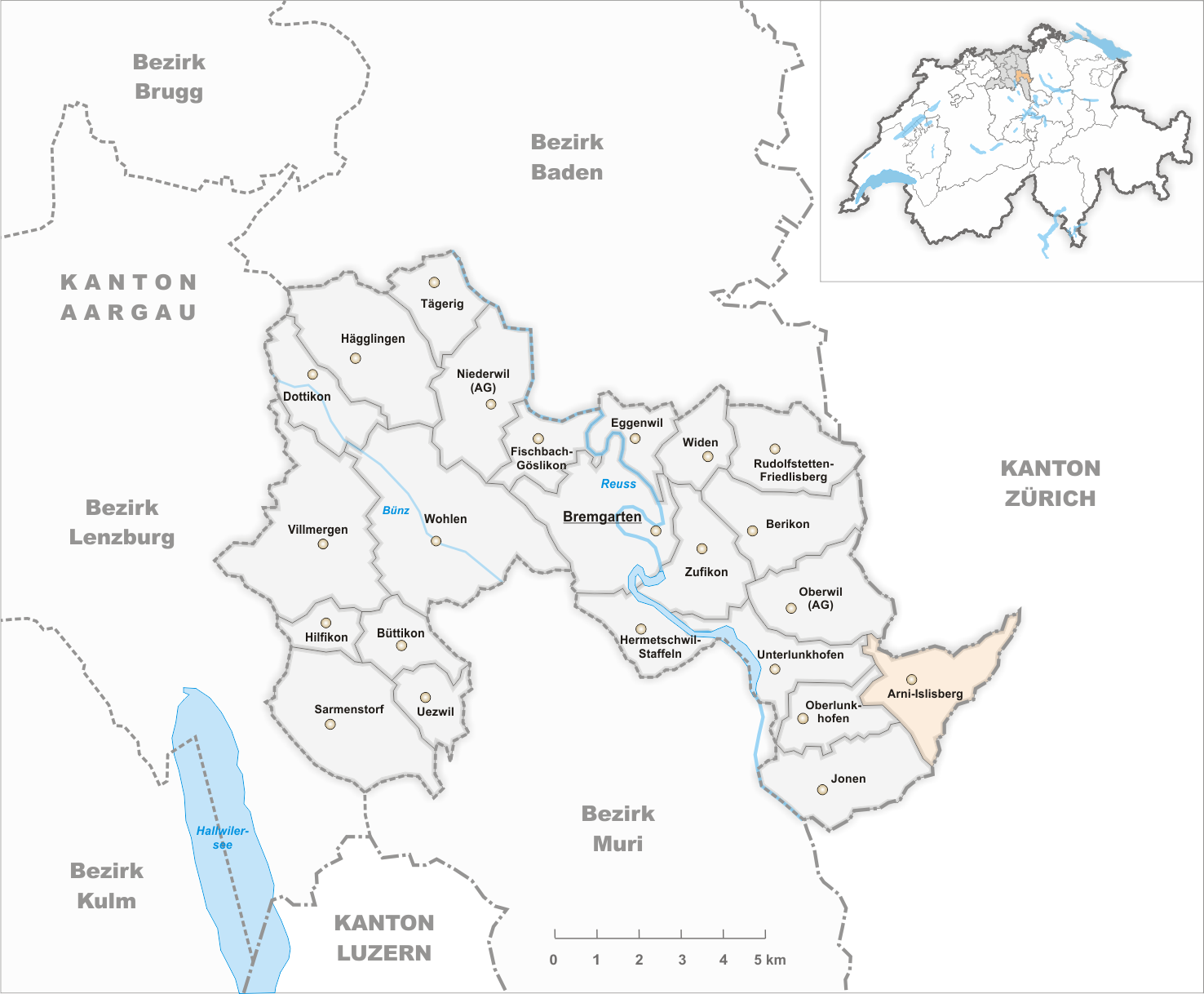
Gemeinden bis 1982
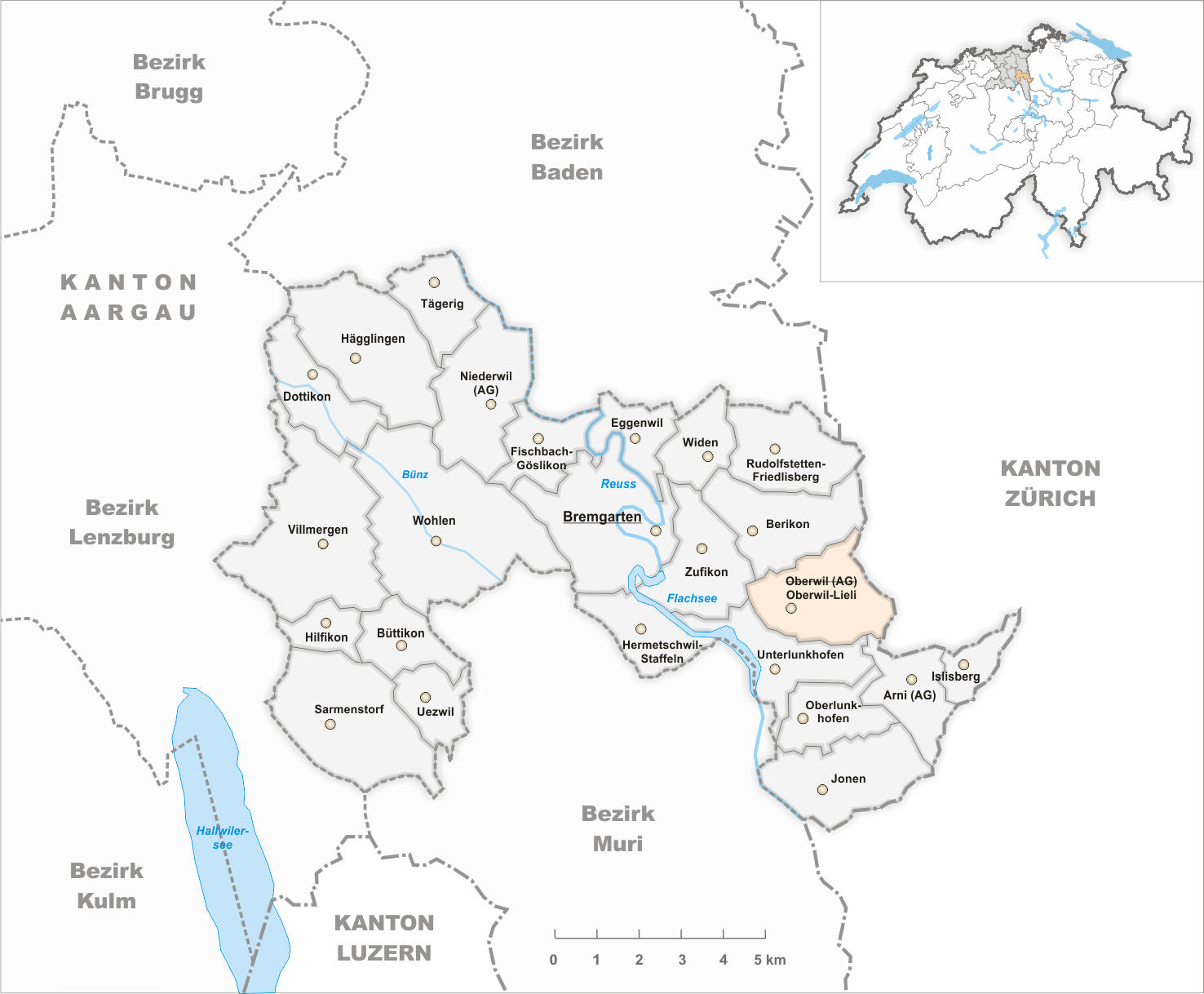
Gemeinden bis 1983
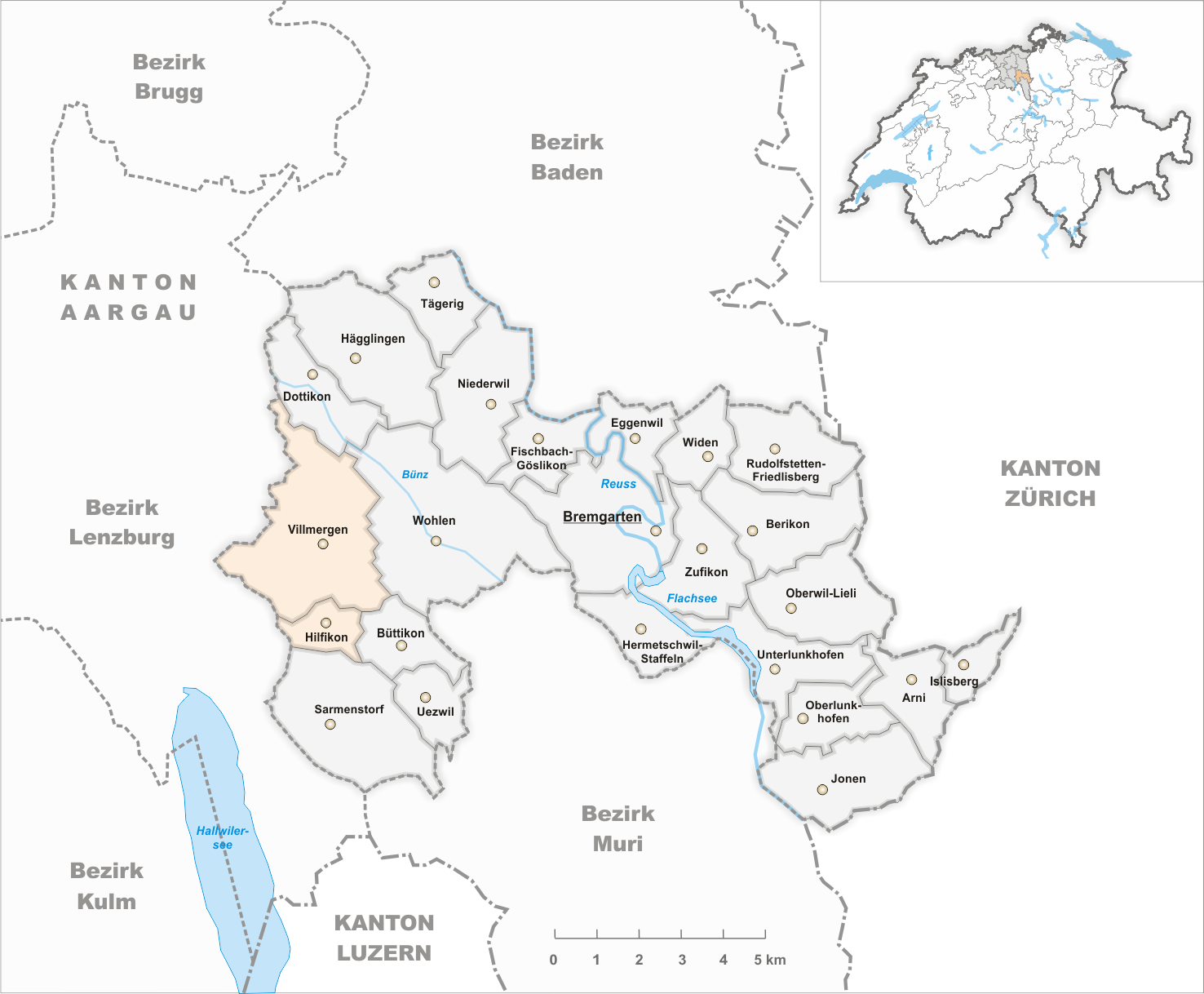
Gemeinden bis 2009
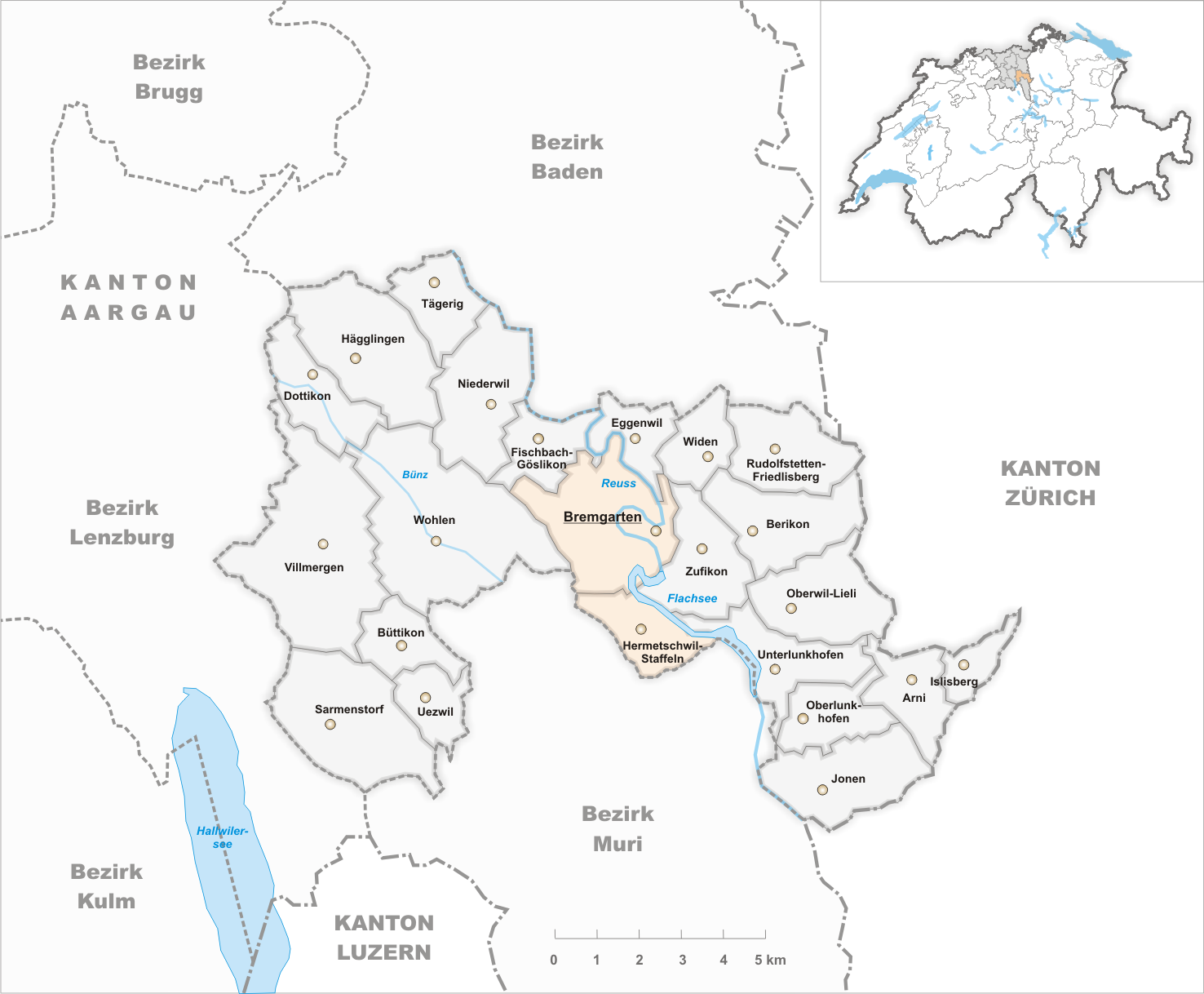
Gemeinden bis 2013

- 1803: Abtrennung von Büttikon  →  Hilfikon
- 1803: Abtrennung von Eggenwil  →  Widen
- 1803: Fusion Arni und Islisberg  →  Arni-Islisberg
- 1901: Fusion Nesselnbach und Niederwil  →  Niederwil
- 1909: Fusion Lieli und Oberwil  →  Oberwil
- 1914: Fusion Anglikon und Wohlen  →  Wohlen
- 1953: Namensänderung von Hermetschwil  →  Hermetschwil-Staffeln
- 1953: Namensänderung von Rudolfstetten  →  Rudolfstetten-Friedlisberg
- 1983: Abspaltung von Arni-Islisberg  →  Auf die Gemeinden Arni und Islisberg aufgeteilt
- 1984: Namensänderung von Oberwil  →  Oberwil-Lieli
- 2010: Fusion Hilfikon und Villmergen  →  Villmergen
- 2014: Fusion Bremgarten und Hermetschwil-Staffeln  →  Bremgarten

## Ortschaften
| PLZ  | Name der Ortschaft      | Gemeinde                   |
| ---- | ----------------------- | -------------------------- |
| 8965 | Ober-Berikon            | Berikon                    |
| 8965 | Unter-Berikon           | Berikon                    |
| 5626 | Hermetschwil            | Bremgarten                 |
| 5626 | Staffeln                | Bremgarten                 |
| 5607 | Igelweid                | Hägglingen                 |
|      | Rüti                    | Hägglingen                 |
|      | Rüti Höfe (früher Ämet) | Hägglingen                 |
|      | Litzi                   | Jonen                      |
|      | Mörgeln                 | Jonen                      |
|      | Obschlagen              | Jonen                      |
|      | Gnadenthal              | Niederwil                  |
|      | Nesselnbach             | Niederwil                  |
| 8966 | Lieli                   | Oberwil-Lieli              |
| 8966 | Oberwil                 | Oberwil-Lieli              |
| 8964 | Friedlisberg            | Rudolfstetten-Friedlisberg |
| 8964 | Rudolfstetten           | Rudolfstetten-Friedlisberg |
| 5522 | Büschikon               | Tägerig                    |
|      | Huserhof                | Unterlunkhofen             |
| 5613 | Hilfikon                | Villmergen                 |
| 8967 | Hasenberg               | Widen                      |
| 5611 | Anglikon                | Wohlen                     |
| 5621 | Oberdorf                | Zufikon                    |
| 5621 | Unterdorf               | Zufikon                    |